# Доттер
Йоганна Марія Янссон (швед. Johanna Maria Jansson, нар. 10 червня 1987), відома під сценічним псевдонімом Dotter — шведська співачка та авторка пісень. Відома своїми виступами на шведському пісенному конкурсі Melodifestivalen — у 2020 з піснею «Bulletproof», де посіла 2 місце з відставанням від переможниць на один бал, та у 2021 з піснею «Little Tot», де посіла четверте місце.

## Біографія
Йоганна Марія Янссон народилася 10 червня 1987 року в місті Арвіка, Швеція. Пізніше переїхала до Стокгольма й навчалася в музичній школі Kulturama.
Янссон вибрала сценічний псевдонім «Dotter» (дочка), тому що вважає себе «дочкою Матері-Землі» через свій веганський спосіб життя. Основні музичні впливи на співачку, за її словами, мали Jefferson Airplane, Джоні Мітчелл, First Aid Kit та Florence and the Machine.
Її дебютний сингл «My Flower» вийшов 2014 року, а пізніше вона виступала в Musikhjälpen, який транслювався на SVT.

### Особисте життя
Доттер є веганкою та захисницею прав тварин.
Розмовляє чотирма мовами: шведською, англійською, іспанською та боснійською.
Доттер заручена з боснійсько-шведським музикантом Діно Меданходжичем та має доньку — Лілу Зої, яка народилася 12 жовтня 2022 року. Про вагітність було публічно повідомлено під час того, як співачка оголошувала 12 балів від шведського журі на Пісенному конкурсі Євробачення 2022.

## Кар'єра
Доттер є співавторкою пісні «A Million Years» Марієтт Ханссон для Melodifestivalen 2017, яка посіла четверте місце у фіналі. Наступного року Доттер змагалася як солістка на Melodifestivalen 2018 з піснею «Cry», де посіла шосте місце у півфіналі з сімох і вибула.
Вона була також співавторкою пісні «Victorious» у виконанні Ліни Хедлунд на Melodifestivalen 2019, яка досягла одинадцятого місця у фіналі. На тому ж фестивалі Доттер виконала пісню «Walk with Me» в дуеті з Монсом Сельмерлевим, переможцем Євробачення 2015, як інтервальний акт під час раунду «Другого шансу» Melodifestivalen.
Через рік вона повернулася як виконавиця на Melodifestivalen 2020 з піснею «Bulletproof». Доттер змагалася у другому півфіналі 8 лютого, з якого кваліфікувалася до фіналу. Співачка фінішувала на другому місці, набравши загалом 136 балів, відстаючи від переможної пісні The Mamas на один бал. Наступного року вона знову взяла участь у Melodifestivalen з піснею «Little Tot». Доттер знову пройшла у фінал, але попри те, що вона була фавориткою у громадськості на перемогу в конкурсі, посіла лише четверте місце у фіналі.
Доттер була бек-вокалісткою у студійній версії мальтійської заявки на конкурсі Євробачення 2022 року «I Am What I Am», написаній у співавторстві з її нареченим Діно Меданходжичем і виконаній Еммою Мускат. Того ж року Доттер оголосила бали від імені шведського журі на конкурсі.

## Галерея

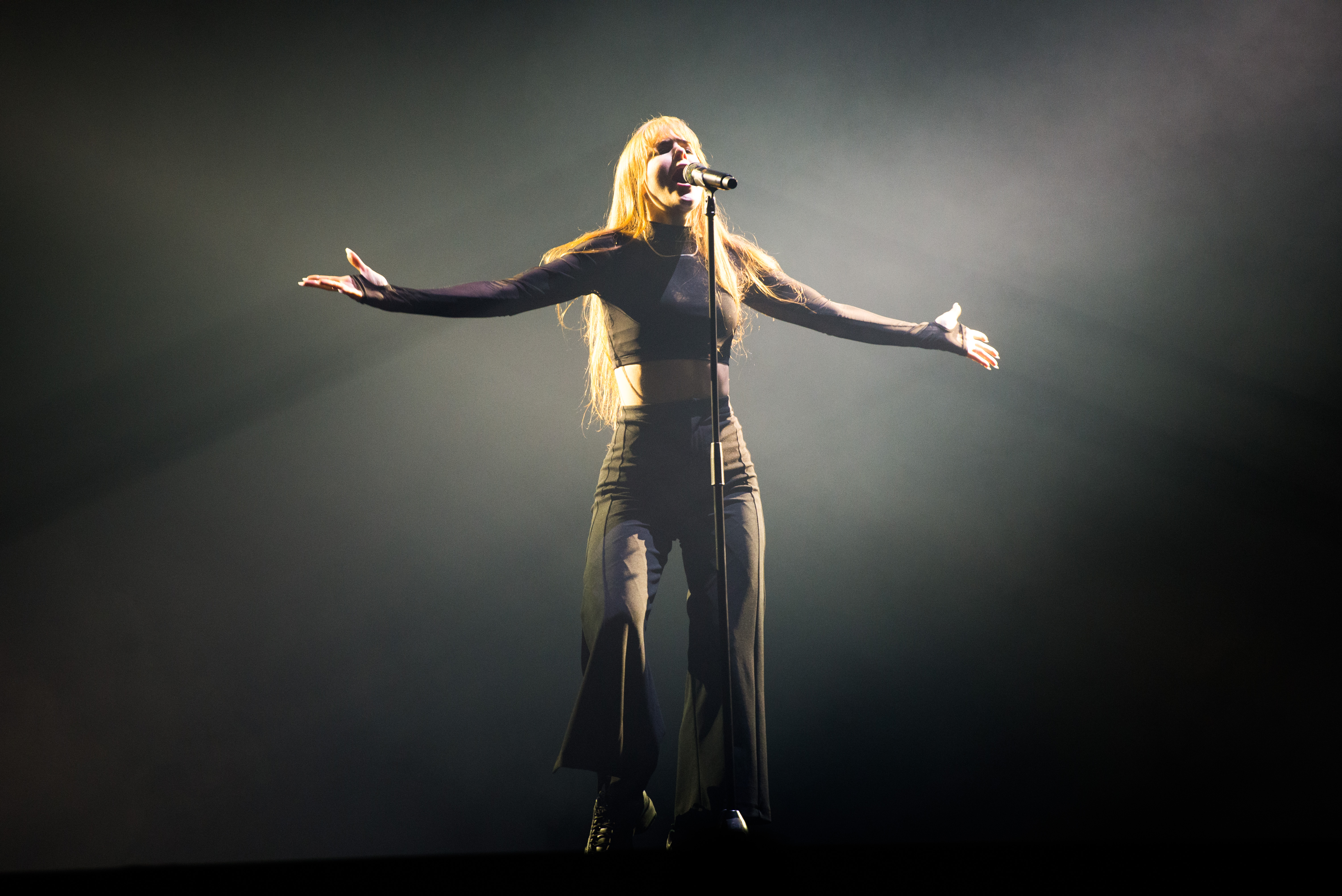
Melodifestivalen 2018
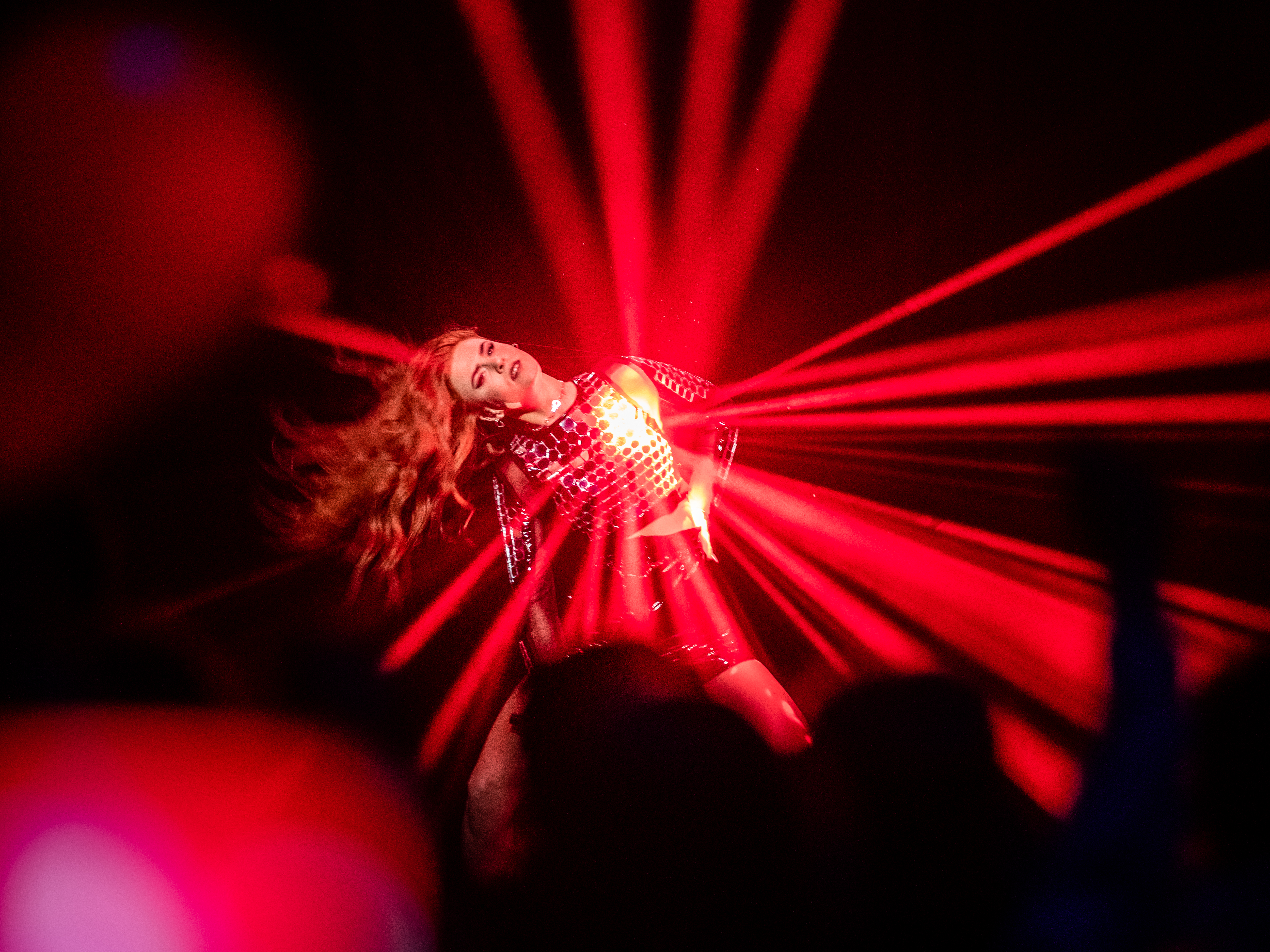
Melodifestivalen 2020
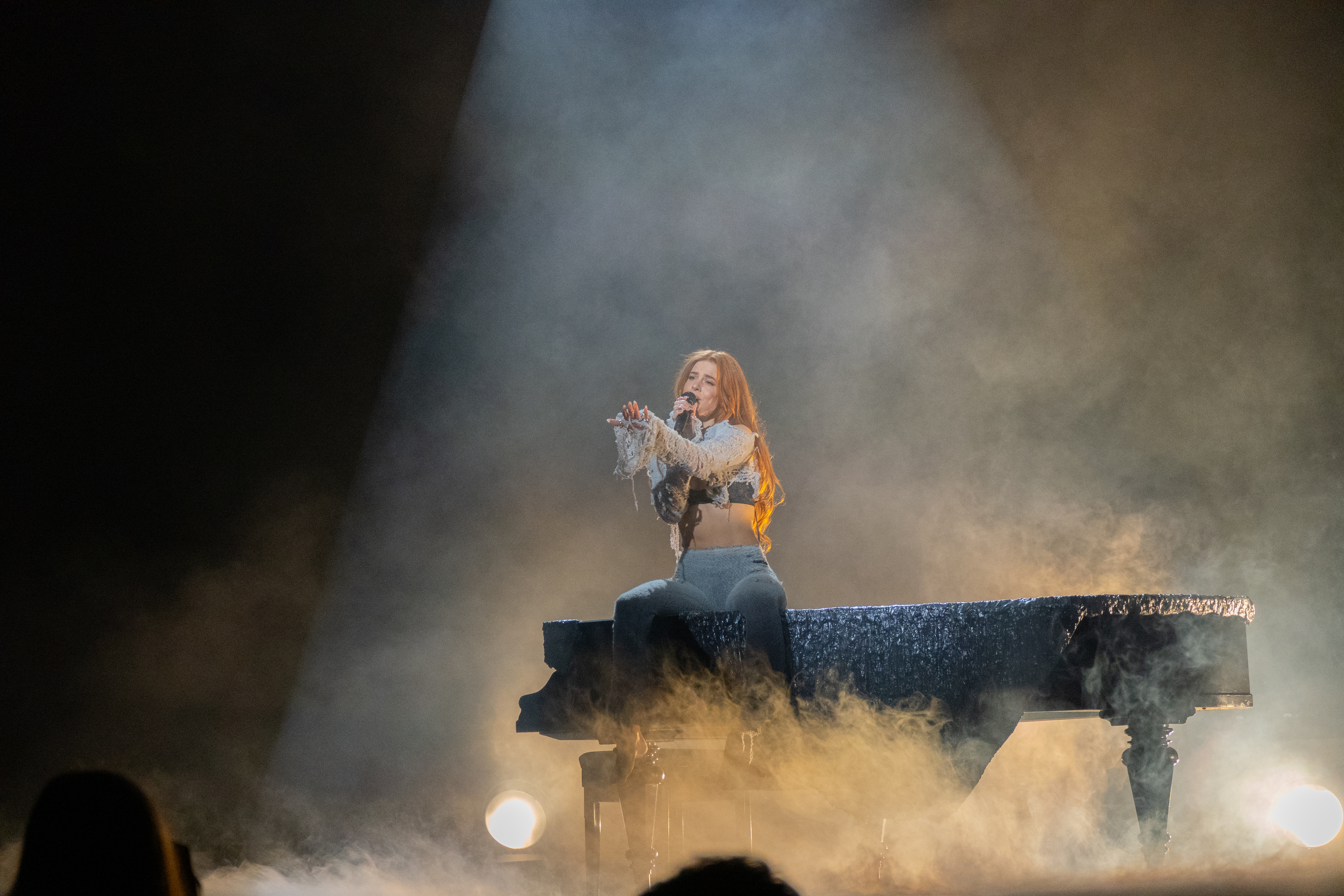
Melodifestivalen 2024